# 黃新淳
黄新淳（1998年5月14日—），黑龍江佳木斯人，中华人民共和国男歌手，現為樂華娛樂旗下男子组合NEXT成员，在队内担任副唱、副rap。

## 经历
2017年，参加芒果TV歌唱选秀节目《2017快乐男声》，入围网易新闻唱区18强以及全国300强。
2018年，以乐华娱乐练习生的身份参加爱奇艺偶像男团竞演养成类真人秀节目《偶像练习生》，最终排名第32名。6月21日，以NEXT成员身份发行首张迷你专辑《The First》出道。12月7日，随组合发行第二张专辑《NEXT TO YOU》。
2019年，发行首支个人单曲《二十一》。6月，参加湖南卫视综艺节目《神奇的汉字》，担任“汉字队长”。11月8日，随组合发行专辑《NEXT BEGINS》。
2020年，发行个人第二支单曲《近你環行日記》。8月，担任综艺《完美的夏天》固定成员。
2021年，发行个人第三支单曲《Run Away》。

## 影視作品

### 網絡劇
| 年份   | 播出平台 | 劇名             | 角色 | 备注       |
| 2023年 | 爱奇艺   | 正好遇見你       | 陶睿 |            |
| 2023年 | 優酷     | 月光下的戀愛法則 | 司炎 | 奇幻甜寵劇 |

### 固定綜藝節目
| 播出年份                          | 播出日期         | 播出平臺       | 節目名稱         | 集数           | 備註                     |
| 2018                              | 1月19日－4月6日  | 愛奇藝         | 《偶像練習生》   | 12             | 偶像男团竞演养成类真人秀 |
| 2019                              |                  |                |                  |                |                          |
| 6月24日－6月27日 7月15日－7月18日 | 湖南衛視         | 《神奇的漢字》 | 8                | 漢字文化競技類 |                          |
| 2020                              | 8月22日－10月7日 | 東方衛視       | 《完美的夏天》   | 12             | 明星親海探索綜藝         |
| 2022                              | 10月20日－       | 東方衛視、TVB  | 《加油！小店》   |                |                          |
| 2022                              | 11月18日－       | 優酷           | 《朝陽打歌中心》 |                |                          |

## 音乐作品

### 單曲
| 作品名称         | 发行时间   | 备注                                        |
| ---------------- | ---------- | ------------------------------------------- |
| 《Once More》    | 2018-12-07 | 收錄於乐华七子NEXT第二張專輯《NEXT TO YOU》 |
| 《二十一》       | 2019-05-21 | 生日單曲                                    |
| 《Missing You》  | 2019-11-08 | 收錄於NEXT出道專輯《NEXT BEGINS》           |
| 《近你環行日記》 | 2020-5-14  | 生日單曲                                    |
| 《微妙感覺》     | 2020-12-15 | 滿舒克合作單曲                              |
| 《Run Away》     | 2021-5-14  | 生日單曲                                    |
| 《I GOT U》      | 2022-5-14  | 生日單曲                                    |